# Distretto elettorale di Kabbe
Il distretto elettorale di Kabbe è un distretto elettorale della Namibia situato nella regione dello Zambesi con 14.518 abitanti al censimento del 2011. Il capoluogo è la città di Kabbe.
È il distretto più orientale del paese e confina con Zambia, Zimbabwe e Botswana. Comprende oltre al capoluogo numerosi villaggi tra i quali Schuckmannsburg, capoluogo del Dito di Caprivi all'epoca della colonizzazione tedesca, Lusese e Kalambesa.